# Cantonul Ahun
Cantonul Ahun este un canton din arondismentul Guéret, departamentul Creuse, regiunea Limousin, Franța.

## Comune
| Comune                  | Populație (1999) | Cod poștal | Cod INSEE |
| ----------------------- | ---------------- | ---------- | --------- |
| Ahun                    | 1 557            | 23150      | 23001     |
| Cressat                 | 562              | 23140      | 23068     |
| Lépinas                 | 177              | 23150      | 23107     |
| Maisonnisses            | 208              | 23150      | 23118     |
| Mazeirat                | 138              | 23150      | 23128     |
| Moutier-d'Ahun          | 173              | 23150      | 23138     |
| Peyrabout               | 140              | 23000      | 23150     |
| Pionnat                 | 754              | 23140      | 23154     |
| Saint-Hilaire-la-Plaine | 230              | 23150      | 23201     |
| Saint-Yrieix-les-Bois   | 336              | 23150      | 23250     |
| Vigeville               | 140              | 23140      | 23262     |